# Ryska basketfederationen
Ryska basketfederationen (ryska: Российская федерация баскетбола), förkortad RFB, ordnar med organiserad basket i Ryssland. Förbundet bildades 1991.

## Seriespel
- Professionalnaja basketbolnaja liga: Herrarnas högstadivision (2010–2013)
- Basketbolnaja superliga: Herrarnas andradivision
- Tjempionat Rossii po basketbolu spedi zjensjtjin: Damernas högstadivision

## Ordförande
- Sergej Tjernov (2003–2011)
- Aleksandr Krasnenkov (2011–)